# とある“ラジオ”の禁書目録
- とある魔術の禁書目録 > とある魔術の禁書目録 (アニメ) > とある“ラジオ”の禁書目録
- とある魔術の禁書目録 > とある科学の超電磁砲 > とある“ラジオ”の超電磁砲

『とある“ラジオ”の禁書目録』（とあるラジオのインデックス）は、テレビアニメ『とある魔術の禁書目録』を題材にしたインターネットラジオ番組。

## 概要
第1期の『とある“ラジオ”の禁書目録』が2008年9月19日から2009年5月1日まで更新され、アニメ第2期『とある魔術の禁書目録II』に合わせ、第2期『とある“ラジオ”の禁書目録II』（とあるラジオのインデックスツー）が2010年9月24日から2011年5月6日まで更新され、『劇場版 とあるラジオの禁書目録』に合わせ、『劇場版 とあるラジオの禁書目録』（げきじょうばん とあるラジオのインデックス）が2012年10月31日から2013年3月27日まで更新され、アニメ第3期『とある魔術の禁書目録III』に合わせ、第3期『とあるラジオの禁書目録III』（とあるラジオのインデックススリー）が2018年12月14日（SP回）に配信された。
外伝アニメ『とある科学の超電磁砲』を題材に2009年9月18日から2010年4月30日まで更新されていた『とある“ラジオ”の超電磁砲』（とあるラジオのレールガン）および、アニメ第2期『とある科学の超電磁砲S』を題材に2013年3月21日から12月26日まで更新されていた『とあるラジオの超電磁砲S』（とあるラジオのレールガンエス）についてもここで述べる。タイトル中の引用符は、ロゴ画像では「“ラジオ”」（曲線型開き引用符・閉じ引用符）となっているが、テキストでは「"ラジオ"」（直線形引用符×2）となることもある。また、『とあるラジオの超電磁砲S』および『劇場版 とあるラジオの禁書目録』、『とあるラジオの禁書目録III』にはそれが付いていない。
番組進行は、それぞれのアニメに出演する女性声優2人をパーソナリティとした、メールコーナー中心のトーク。コーナーの一部は、タイトルのみ変更して、番組を超えて引き継がれている。

## とあるラジオの禁書目録

### とある“ラジオ”の禁書目録
2008年9月19日から2009年5月1日まで、ジェネオンエンタテインメント→ジェネオン・ユニバーサル・エンターテイメント RONDO ROBE サイト内のアニメ『とある魔術の禁書目録』公式サイトで、毎週金曜日に更新された。全32回。
ラジオ中のBGMはアニメラジオでは珍しく作中BGMではなく、ACIDのフリー素材（サンプリングループ）を編集したものが使われている。
パーソナリティは、インデックス役の井口裕香、御坂美琴役の佐藤利奈。略称は「とあラジ」。
主な内容は、コーナーを中心としたトーク、メールの紹介などの他、原作小説、コミックス、テレビアニメなど作品展開のプロモーションおよび最新情報の提供など。また番組中、主題歌やキャラクターソングといった楽曲が1曲流される。
番組の提供読みは、オープニングで井口、エンディングで佐藤がそれぞれ担当し、使用されるジングルは1つで固定されている。
第29回（2009年4月10日配信）にて、第32回の配信を以って番組が終了することが発表された。これにより、第32回（2009年5月1日）の配信で最終回を迎えた。
2009年1月から、配信ファイルフォーマットがwmaからwmvに変更になり、要求されるマシンスペックが上がった。

#### コーナー (INDEX)
「ビリビリアタック25」「不幸さんいらしゃーい」は偶数回、「能力判定いたしますっ」「届け！私のシェオールフィア」は奇数回（第1回を除く）に行われる。なお、コーナーではないが、原作やテレビアニメ、番組などの感想を募集する「ふつおた」がある。
ビリビリアタック25（第2回 – 第32回）
リスナーからクイズやなぞなぞを募集し挑戦。正解できなければ、美琴の能力に因んだビリビリする罰ゲームを受けなければならない。
ビリビリする罰ゲームとは、「メカブ茶」、「ゴーヤ茶」、「ノニジュース」、「センブリ茶」（第30回時点）。以前は「ビリビリアメ」や「アロエ茶」などがあったが、品切れとなったため登場しなくなった。
タイトルの元ネタはABC朝日放送のアタック25である。
不幸さんいらしゃーい（第2回 – 第32回）
『とある魔術の禁書目録』の主人公・上条当麻のような不幸話を募集して笑い飛ばそうというコーナー。
最終回となった第32回（2009年5月1日）では、最後に不幸が幸せになるように願うメッセージが発せられた。
タイトルの元ネタはABC朝日放送の新婚さんいらっしゃい!である。
能力判定いたしますっ（第3回 – 第31回）
リスナーの能力（特技）を報告してもらい、パーソナリティの2人がその能力を「無能力（レベル0）」から「超能力（レベル5）」で判定（詳しくは用語解説「超能力」を参照）。そして、その能力を勝手に命名していこうというコーナー。
届け!私のシェオールフィア（第3回 – 第31回）
リスナーのささやかな、小さな、どうでもいいような悩み事について、インデックスの『魔滅の声（シェオールフィア）』のようなアドバイスで解決に導こうというコーナー。
楽曲オンエア
毎回、作品に関する音楽（主題歌、キャラクターソング）が1曲流された。
- PSI-missing - 川田まみ
- Rimless〜フチナシノセカイ〜 - IKU
- masterpiece - 川田まみ
- 誓い言〜スコシだけもう一度〜 - IKU
- 「"ありがと"の経験値」 - インデックス（声：井口裕香）
- 「私らしくあるためのpledge」 - 御坂美琴（声：佐藤利奈）
- 「ゼロからの逆襲」 - 上条当麻（声：阿部敦）
- 「終焉（おわり）はどちら」 - 姫神秋沙（声：能登麻美子）

#### ゲスト (INDEX)
原則として2回連続で出演している。
- 第4回（2008年10月10日[注 3]） - 阿部敦（上条当麻役） ※ 公開録音
- 第11・12回（2008年11月28日・12月5日） - 能登麻美子（姫神秋沙役）
- 第15・16回（2008年12月26日・2009年1月9日） - ささきのぞみ（御坂妹役）
- 年末スペシャル（2009年1月16日[注 4]） - 阿部敦 ※ 公開録音
- 第19・20回（2009年1月30日・2月6日） - 伊藤静（神裂火織役）
- 第23・24回（2009年2月27日・3月6日） - 日高里菜（打ち止め役）
- 第29・30回（2009年4月10日・4月17日） - 阿澄佳奈（風斬氷華役）

#### エピソード (INDEX)
- 井口がパンダに似ているという事が話題になったのがきっかけで、番組の挨拶は「パンダパンダ〜」で定着した。
- 第3回（10月3日配信分）において、テレビアニメのオープニングテーマである川田まみの「PSI-missing」（サイ ミッシング）を流す際、第1回・第2回（9月19日・26日配信分）でパーソナリティ2人は曲名を誤って紹介していたことが判明し、番組冒頭で謝罪した。第1回では2人とも「ピーエス アイ ミッシング」と紹介し、第2回では井口は正しく紹介したものの、佐藤は「ピーエスアイ ミッシング」と紹介していた。
- 収録・放送期間中にボジョレー・ヌヴォーの解禁があり、これをきっかけにパーソナリティの2人が酒を所望したことから、番組中にワインが登場。以後、何かしらにつけて酒類が登場した（公開録音除く）。
  - 年末年始の配信となった第15回（2008年12月26日）は忘年会、第16回（2009年1月9日）は新年会となり、ゲストのささきのぞみとともに飲み合った。
  - 1月半ばには「飲酒は封印しよう」との発言が一旦あったが、第19回（2009年1月30日）、第20回（2009年2月6日）のゲストが酒豪で知られる伊藤静であったことから、またしても酒が登場。遂には「宴会ラジオ」と銘打つまでになった。そのため、当時14歳の日高里菜が登場した第23回（2009年2月27日）には、リスナーから「飲酒目録」と評され、日高に配慮して「禁酒目録」となるよう促された（その代わりに成人の際に飲み合おうという話になった）。
  - 第32回（2009年5月1日）では、番組が最終回を迎えるということでワインが登場。これにより、ワインで始まり、ワインで終わることとなった。
- 第17回（2009年1月16日）において、井口と佐藤の間で阿部敦のゲスト出演は公開録音に限定された。実際、番組開始から最終回までスタジオ収録に参加することは無く、井口と佐藤の取り決め通りとなった（2人は阿部のことを「お祭り（イベント）男」と称した）。

#### 公開録音 (INDEX)
第1回
2008年10月5日に秋葉原UDXで第4回（10月10日配信分）の公開録音が行われた。
番組初のゲストに上条当麻役の阿部敦を迎えて、「ビリビリアタック25」「不幸さんいらしゃーい」などが行われた。なお、「ビリビリアタック25」のコーナーで阿部は正解したにもかかわらず、罰ゲームを受けていたパーソナリティ2人の道連れにされて罰ゲームを受けた。
第2回
2008年12月30日に秋葉原・アソビットシティにて、2回目となる公開録音が行われた。
当初、ゲストは秘密とアナウンスされ、パーソナリティの2人も当日まで知らず、阿部も事務所から「シークレット」と言い渡されていた。しかし事前に調べたら、ゲストが自分であることは公表されていた。
「ビリビリアタック25」のコーナーでは、前回と同じく阿部も挑戦し正解を答えるも、パーソナリティ2人による裁量で再び罰ゲームを受けた。
番組中、阿部のことは「べし」と呼ぶはずが、井口が呼び間違えて、以降は「あべし」で定着した。

### とある“ラジオ”の禁書目録II
2010年9月24日から2011年5月6日まで、『とある“ラジオ”の超電磁砲』と同じHiBiKi Radio Stationで配信された。全32回。
パーソナリティは、第1期に引き続きインデックス役の井口裕香、御坂美琴役の佐藤利奈。略称は1期と同様に「とあラジ」または「とあラジII」。
主な内容は、第1期と同様。
第30回（2011年4月22日配信分）にて、5月6日の第32回で番組を終了することが発表され、第32回（5月6日）の配信で最終回を迎えた。

#### コーナー (INDEX II)
続!能力判定検査いたしますっ
第1期のコーナー「能力判定いたしますっ」と同様。
魔道書への挑戦…
国語辞典を使って作成された問題に答えるコーナー。
今度こそ届け!私のシェオールフィア
第1期のコーナー「届け!私のシェオールフィア」と同様。
もぐもぐごっくん
視覚と嗅覚を塞いだ状態で食材を食べて、その食材に新しい名前を付けるコーナー。
楽曲オンエア
毎回、作品に関する音楽が1曲流されている。
- No buts! - 川田まみ
- Magic∞world - 黒崎真音
- See visionS - 川田まみ
- メモリーズ・ラスト - 黒崎真音

#### ゲスト (INDEX II)
- 第7・8回（2010年11月5日・11月12日） - 遠藤綾（オルソラ＝アクィナス役）
- 第11・12回（2010年12月3日・12月10日） - 新井里美（白井黒子役）
- 公開録音（2011年3月11日[注 5]） - ささきのぞみ（御坂妹役）、日高里菜（打ち止め役）、阿部敦（上条当麻役）、岡本信彦（一方通行役）
- 第30・31回（2011年4月22日・4月29日） - ささきのぞみ、日高里菜、岡本信彦

#### エピソード (INDEX II)
- 第30回（2011年4月22日）では、公開録音を除けば最多となる5人での収録となり、アニメの収録が終わっていた事もあり、終始打ち上げのような雰囲気で行われた。また、「もぐもぐごっくん」では女性陣の「チョコレートクッキー」に対し、岡本だけは「納豆」を食べさせられた。

#### 公開録音 (INDEX II)
2011年3月6日に東京・科学技術館で公開録音が行われた（3月11日配信）。
当初、ゲストはささきのぞみ、日高里菜、阿部敦の3名とされていたが、岡本信彦がサプライズゲストとして参加し、過去最多の6人での収録となった。とあるお題について、佐藤の考えていることを当てる「まさかまさかのミサカネットワーク」や、右手だけで様々なことにチャレンジする「右手の能力」、レギュラーコーナーの「もぐもぐごっくん」などが行われた。

### 劇場版 とあるラジオの禁書目録
2012年10月31日から2013年3月27日までHiBiKi Radio Stationにて配信された。2012年は隔週水曜日更新だったが、第5回（2013年1月9日）から毎週の更新になった。パーソナリティは第1・2期同様、インデックス役の井口裕香と御坂美琴役の佐藤利奈が担当する。

#### ゲスト (INDEX M)
- 第0回（2012年10月31日） - 阿部敦（上条当麻役）※公開録音
- 第9回（2013年2月6日） - 新井里美（白井黒子役）

### とあるラジオの禁書目録III
レギュラー配信は行われず、2018年12月14日に音泉にてスペシャル回が配信された。以降は『とある魔術の禁書目録III』Blu-ray&DVD Vol.2以降に付属する特典CDにて収録される。パーソナリティは、第1期・第2期・劇場版に引き続きインデックス役の井口裕香、御坂美琴役の佐藤利奈。

#### コーナー (INDEX III)
平成最後の能力判定検査いたしますっ
第1期・第2期のコーナー「能力判定いたしますっ」「続!能力判定いたしますっ」と同様。
魔道書への挑戦…
第2期のコーナー「魔道書への挑戦…」と同様。
届いてる?私のシェオールフィア
第1期・第2期のコーナー「届け!私のシェオールフィア」「今度こそ届け!私のシェオールフィア」と同様。
もぐもぐごっくん
第2期のコーナー「もぐもぐごっくん」と同様。

#### ゲスト (INDEX III)
- Blu-ray&DVD Vol.2特典CD（2019年1月30日発売） - 松風雅也（垣根帝督役）
- Blu-ray&DVD Vol.3特典CD（2019年2月28日発売） - 新井里美（白井黒子役）
- Blu-ray&DVD Vol.4特典CD（2019年3月27日発売） - 伊藤静（神裂火織役）
- Blu-ray&DVD Vol.6特典CD（2019年5月30日発売） - 洲崎綾（滝壺理后役）
- Blu-ray&DVD Vol.7特典CD（2019年6月26日発売） - 小清水亜美（麦野沈利役）
- Blu-ray&DVD Vol.8特典CD（2019年7月31日発売） - 勝杏里（土御門元春役）

## とあるラジオの超電磁砲

### とある“ラジオ”の超電磁砲
2009年9月18日から2010年4月30日まで、HiBiKi Radio Stationに配信サイトを移して配信された。全32回。
パーソナリティは、初春飾利役の豊崎愛生、佐天涙子役の伊藤かな恵。
配信スケジュールや番組の進行、内容などはほぼ『とある“ラジオ”の禁書目録』と同じである。
第29回（2010年4月9日）の配信分にて、4月いっぱい（2010年4月30日）の第32回で番組を終了すると発表し、第32回（4月30日）の配信で最終回を迎えた。

#### コーナー (RAILGUN)
能力判定検査いたしますっ! リターンズ!!
『とある“ラジオ”の禁書目録』のコーナー「能力判定いたしますっ」と同様。
第1回では手探り状態だったため、パーソナリティの伊藤かな恵を判定した（結果はレベル1、命名「うっかりん ぴっかりん」）。
（『とある“ラジオ”の禁書目録』でもあったことだが）度々パーソナリティ2人のネーミングセンスが問われている。また、リスナーから送られてきた能力（特技）によっては、上限である「超能力（レベル5）」を無視し、それを超える判定をすることもある。
放課後お悩み相談室!
リスナーが抱える悩みに対して、パーソナリティの2人がリスナーと友達になってアドバイスを送るコーナー。『とある“ラジオ”の禁書目録』のコーナー「届け!私のシェオールフィア」に相当。
ジャッジメント参上!
世の中の納得できないことや曖昧なことに対して、ジャッジを下してゆくコーナー。冒頭で豊崎が白井黒子の声マネを行う（後述）。
ぎもんしつもん知ってるもんっ
どんな小さな質問に対しても、パーソナリティが誰にでも分かるように優しく説明するコーナー。ただし、匙を投げることもある。
目指せ! 絶対能力レベル6
原作（『とある魔術の禁書目録』・『とある科学の超電磁砲』）において、最高とされる超能力レベル5以上の存在・絶対能力レベル6にパーソナリティの2人がなるため、必要なチャレンジを募集するコーナー。
明言はされていないが、ゲストが来た週のみ行われた。
宣伝告知
コーナーではないが、初春と佐天の会話の中で作品に関連した情報を提供する。
楽曲オンエア
毎回、作品に関する音楽が1曲流された。
- 「only my railgun」 - fripSide
- 「Dear My Friend -まだ見ぬ未来へ-」- ELISA
- 「LEVEL5-judgelight-」 - fripSide
- 「memory of snow」 - fripSide
- 「Real Force」 - ELISA

#### ゲスト (RAILGUN)
原則として2回連続で出演している。
- 第11・12回（2009年11月27日・12月4日） - 佐藤利奈（御坂美琴役） ※ 豊崎欠席により代行パーソナリティを兼任
- 第17・18回（2010年1月15日・1月22日） - 新井里美（白井黒子役）
- 第23・24回（2010年2月26日・3月5日） - 南條愛乃（泡浮万彬役、OP主題歌ヴォーカル）
- 第31・32回（2010年4月23日・4月30日） - 佐藤利奈、新井里美

#### エピソード (RAILGUN)
- 第11回（2009年11月27日）の配信分にて、『とある“ラジオ”の禁書目録』と同じくボジョレー・ヌーヴォーの解禁を祝してワインが登場し、伊藤とゲストの佐藤で飲酒した。なお、第15回（2009年12月25日）の配信分でもスパークリングワインが登場し、豊崎と伊藤が飲酒した。
- 第12回（2009年12月3日）の配信分にて、伊藤が「トナカイはピエロのような鼻をした、空を飛ぶ空想上の生物」と思っていたことも判明。幸いにもその回に佐藤や制作の方々、第13回で豊崎が説明したことで実存する生物だと認識した。
- 豊崎は番組中でよく「ジャッジメントですの！」等をはじめとした白井黒子の声マネをよく行う。また、第18回放送（2010年1月22日）で白井黒子役の新井がゲストとして登場した際、「黒子はもうちょっと上品に演じてほしい。」と豊崎に注文をつけた。

#### 公開録音 (RAILGUN)
2009年10月4日に幕張メッセで開催された「電撃キャラクターフェスティバル2009」にて公開録音が行われた（2009年11月16日配信）。

### とあるラジオの超電磁砲S
2013年3月21日から12月26日、HiBiKi Radio Stationと音泉で配信された。配信サイトや配信スケジュールが、第1期から変わっている。
御坂美琴役の佐藤利奈、白井黒子役の新井里美がパーソナリティの『とあるラジオの超電磁砲S 〜常盤台放送部〜』と、初春飾利役の豊崎愛生、佐天涙子役の伊藤かな恵がパーソナリティの『とあるラジオの超電磁砲S 〜柵川中学放送部〜』の2番組が2回ずつ交互に配信される。

#### コーナー (RAILGUN S)
能力判定いたしますGT
絶対能力レベル6バトル！
どうやららしいよ伝説
むか～しむかしのアレなお話
秘密の変ジュ部

### とあるラジオの超電磁砲T
2019年12月24日から2020年12月25日まで音泉にて配信された。配信スケジュールは第3回まで不定期、第4回以降は月1回ペースとなる。
放送形式は『S』の形態を一部引き継ぎ、御坂美琴役の佐藤利奈、白井黒子役の新井里美がパーソナリティの『とあるラジオの超電磁砲T 〜常盤台放送部〜』と、初春飾利役の豊崎愛生、佐天涙子役の伊藤かな恵がパーソナリティの『とあるラジオの超電磁砲T 〜柵川中学放送部〜』が交互に配信される。

## DJCD
| 発売日        | タイトル                                        | 品番       |
| ------------- | ----------------------------------------------- | ---------- |
| 2013年3月27日 | 「劇場版 とあるラジオの禁書目録」Vol.1          | INDEX-0001 |
| 2013年9月25日 | 「劇場版 とあるラジオの禁書目録」Vol.2          | INDEX-0002 |
| 2013年9月25日 | とあるラジオの超電磁砲S〜常盤台放送部〜 Vol.1   | RGST-1     |
| 2013年9月25日 | とあるラジオの超電磁砲S〜柵川中学放送部〜 Vol.1 | RGSS-1     |
| 2014年6月25日 | とあるラジオの超電磁砲S〜常盤台放送部〜 Vol.2   | RGST-0002  |
| 2014年6月25日 | とあるラジオの超電磁砲S〜冊川中学放送部〜 Vol.2 | RGSS-2     |